# Municipio de Xichú
El municipio de Xichú es uno de los 46 municipios que conforman el estado mexicano de Guanajuato.
Xichú es un municipio mexicano, ubicado en la región noreste del estado de Guanajuato. Es famoso por sus fiestas de topada (especialmente, las de diciembre) donde se toca huapango arribeño.
En tiempos prehispánicos la zona era conocida como Maxichú o "hermandad de mi abuela" por los habitantes en su mayoría chichimeca.
El presidente municipal de Xichú y sus comunidades periféricas muchos pequeños, que incluyen Casitas, El Aguacate, El Guamúchil, El Milagro, Las Palomas, y el Mesón de Santa Rosa, es Eloy Leal Reséndiz.

## Gobierno y política
Xichú es uno de los  46 Municipios Libres pertenecientes al Estado de Guanajuato, cuya Constitución Política establece que:
"ARTÍCULO 106. El Municipio Libre, base de la división territorial del Estado y de su organización política y administrativa, es una Institución de carácter público, constituida por una comunidad de personas, establecida en un territorio delimitado, con personalidad jurídica y patrimonio propio, autónomo en su Gobierno Interior y libre en la administración de su Hacienda."
"ARTÍCULO 107. Los Municipios serán gobernados por un Ayuntamiento. La competencia de los Ayuntamientos se ejercerá en forma exclusiva y no habrá ninguna autoridad intermedia entre los Ayuntamientos y el Gobierno del Estado."

## Geografía
El municipio está totalmente dentro de la Reserva de la Biosfera Sierra Gorda de Guanajuato y tiene una superficie de 912,20 kilómetros cuadrados (3,0% de la superficie del estado). Limita al norte con el estado de San Luis Potosí, al este con Atarjea, al sur con el estado de Querétaro y Santa Catarina y el oeste de Victoria. El municipio tenía una población de 11.323 habitantes según el censo de 2005.

## Demografía

### Localidades
En el censo de 2020 el municipio de Xichú contaba con 80 localidades.
| Código INEGI      | Localidad         | Población (2020) |
| ----------------- | ----------------- | ---------------- |
| 110450001         | Xichú             | 1 738            |
| Otras localidades | Otras localidades | 9 405            |
| Total municipal   | Total municipal   | 11 143           |